# Toei Company
Toei Company, Ltd. (東映株式会社 Tōei Kabushiki-gaisha?) es una corporación japonesa dedicada a la producción y distribución de cine y televisión. Basada en Tokio, es considerada una de las 4 mayores empresas de producción cinematográfica del país, siendo dueña de 34 salas de cine en el archipiélago, varios estudios cinematográficos en Tokio y Kioto, así como tiene acciones dentro de varias compañías televisivas. Destaca por sus producciones en anime (a través de su estudio Toei Animation), producciones en acción real del género tokusatsu, y dramas históricos del género conocido como jidaigeki.
El nombre "Toei" deriva del antiguo nombre de la compañía, Tōkyō Eiga Haikyū (Compañía Distribuidora de Cine de Tokio).

## Historia
El predecesor de Toei, la Toyoko Eiga Company, Ltd. (東横映画 Tō-Yoko Eiga?, "Toyoko Films"), se constituyó en 1938. Fue fundada por Keita Goto, que fue CEO de Tokyo-Yokohama Electric Railway (東京横浜電鉄 Tōkyō-Yokohama Dentetsu?), el predecesor directo del Tokyu Corporation. Había erigido sus instalaciones inmediatamente al este de la Tōkyū Tōyoko Line; administraron el sistema de estudio de Tōkyū Shibuya Yokohama antes del Día V-J. Desde 1945 a través de la fusión Toei, Tokyo-Yokohama Films arrendó de Daiei Motion Picture Company un segundo estudio en Kioto. A través de la fusión, obtuvieron los talentos y la experiencia combinados de los actores Chiezō Kataoka, Utaemon Ichikawa, Ryunosuke Tsukigata, Ryūtarō Ōtomo, Kinnosuke Nakamura, Chiyonosuke Azuma, Shirunosuke Toshin, Hashizo Okawa y Satomi Oka.
El 1 de octubre de 1950, la "Tokyo Film Distribution Company" se incorporó como subsidiaria de Toyoko Eiga; en 1951 la compañía compró Ōizumi Films. La versión actual de Toei se estableció el 1 de abril de 1951.
En 1956, Toei estableció una división de anime, Toei Animation Company Limited, en el antiguo estudio de animación Tokio-Ōizumi, comprando los activos de Japan Animated Films (日本動画映画 Nihon Dōga Eiga?, a menudo acortado a 日動映画 (Nichidō Eiga)), fundado en 1948.
Toei fue pionero en el uso de "Henshin"/"transformación de personajes" en dramas de artes marciales de acción real, una técnica desarrollada para las series Kamen Rider, Metal Hero y Super Sentai; el género actualmente continúa con "Kamen Rider" y "Super Sentai".
Toei también fue el distribuidor exclusivo de películas 20th Century Fox en Japón, hasta la adquisición de adquisición de Fox por Disney, que se completó en 2019.

## Lista de trabajos
- Cybergirls '05
- Samayō Yaiba
- La bella durmiente en el castillo del mal - 1987
- Saint Seiya: The Movie - 1987
- Sailor Moon R: The Movie
- Sailor Moon S: The Movie
- Sailor Moon Supers: The Movie
- Battle Royale

### Tokusatsu
- Planet Prince - 1959
- Planet Prince - The Terrifying Spaceship - 1959
- The Final War - 1960
- Invasion of the Neptune Men - 1961
- The Magic Serpent - 1966
- The Terror Beneath the Sea - 1966
- The Green Slime - 1968
- Wolfguy: Enraged Lycanthrope - 1975
- Legend of Dinosaurs & Monster Birds - 1977
- Invasores del espacio - 1978
- Spider-Man - 1979
- Chōshinsei Flashman: The Movie
- Flashman: Big Rally! Titan Boy!
- Hikari Sentai Maskman: The Movie -1987
- Chōjinki Metalder: The Movie - 1987
- Shin Kamen Rider: Prologue - 1992
- Gosei Sentai Dairanger: The Movie - 1993
- Kamen Rider ZO - 1993
- Tokusō Robo Janperson: The Movie - 1993
- Ninja Sentai Kakuranger: The Movie - 1994
- Kamen Rider J - 1994
- Blue SWAT: The Movie - 1994
- Chōriki Sentai Ohranger: The Movie - 1995
- Jūkō B-Fighter: The Movie - 1995
- Mechanical Violator Hakaider - 1995
- Power Rangers: la película - 1995
- Chōriki Sentai Ohranger: Ohra vs. Kakuranger - 1996
- Gekisō Sentai Carranger vs. Ohranger - 1997
- Turbo: A Power Rangers Movie - 1997
- Denji Sentai Megaranger vs. Carranger - 1998
- Kyūkyū GoGoFive the Movie: Sudden Shock! A New Warrior - 1999
- Kyūkyū Sentai GoGoFive vs. Gingaman - 2000
- Mirai Sentai Timeranger vs. GoGoFive - 2001
- Hyakujū Sentai Gaoranger: The Fire Mountain Roars - 2001
- Kamen Rider Agito: Project G4 - 2001
- Ninpū Sentai Hurricaneger vs. Gaoranger
- Kamen Rider Ryuki: Episode Final - 2002
- Ninpū Sentai Hurricanger Shushuuto the Movie
- Bakuryū Sentai Abaranger DELUXE: Abare Summer is Freezing Cold! - 2003
- Kamen Rider 555: Paradise Lost - 2003
- Pretty Guardian Sailor Moon - 2003
- Bakuryū Sentai Abaranger vs. Hurricaneger - 2004
- Tokusō Sentai Dekaranger the Movie: Full Blast Action - 2004
- Kamen Rider Blade: Missing Ace - 2004
- Tokusō Sentai Dekaranger vs. Abaranger - 2005
- Mahō Sentai Magiranger the Movie: Bride of Infershia ~Maagi Magi Giruma Jinga~ - 2005
- Kamen Rider Hibiki & The Seven Senki - 2005
- Kamen Rider The First - 2005
- Mahō Sentai Magiranger vs. Dekaranger ~Maagi Giruma Deka Magika~ - 2006
- GoGo Sentai Boukenger The Movie: The Greatest Precious - 2006
- Kamen Rider Kabuto: God Speed Love - 2006
- GoGo Sentai Boukenger vs. Super Sentai - 2007
- Jūken Sentai Gekiranger: Nei-Nei! Hou-Hou! Hong Kong Decisive Battle - 2007
- Kamen Rider Den-O: I'm Born! - 2007
- Kamen Rider The Next - 2007
- Kamen Rider Den-O & Kiva: Climax Deka - 2008
- Engine Sentai Go-onger: Boom Boom! Bang Bang! GekijōBang!! - 2008
- Kamen Rider Kiva: King of the Castle in the Demon World - 2008
- Saraba Kamen Rider Den-O: Final Countdown - 2008
- Engine Sentai Go-onger vs. Gekiranger - 2009
- Cho Kamen Rider Den-O & Decade Neo Generations: The Onigashima Warship - 2009
- Samurai Sentai Shinkenger The Movie: The Fateful War - 2009
- Kamen Rider Decade: All Riders vs. Dai-Shocker - 2009
- Samurai Sentai Shinkenger vs. Go-onger: GinmakuBang!! - 2010
- Kamen Rider × Kamen Rider W & Decade: Movie War 2010 - 2009
- Kamen Rider × Kamen Rider × Kamen Rider The Movie: Cho-Den-O Trilogy - 2010
- Tensō Sentai Goseiger: Epic on the Movie - 2010
- Kamen Rider W Forever: A to Z/The Gaia Memories of Fate - 2010
- Kamen Rider × Kamen Rider OOO & W Featuring Skull: Movie War Core - 2010
- Tensō Sentai Goseiger vs. Shinkenger: Epic on Ginmaku - 2011
- OOO, Den-O, All Riders: Let's Go Kamen Riders - 2011
- Gokaiger Goseiger Super Sentai 199 Hero Great Battle - 2011
- Kaizoku Sentai Gokaiger the Movie: The Flying Ghost Ship - 2011
- Kamen Rider OOO Wonderful: The Shogun and the 21 Core Medals - 2011
- Kamen Rider × Kamen Rider Fourze & OOO: Movie War Mega Max - 2011
- Kaizoku Sentai Gokaiger vs. Space Sheriff Gavan: The Movie - 2012
- Kamen Rider × Super Sentai: Super Hero Taisen - 2012
- Tokumei Sentai Go-Busters the Movie: Protect the Tokyo Enetower! - 2012
- Kamen Rider Fourze the Movie: Space, Here We Come! - 2012
- Kamen Rider × Kamen Rider Wizard & Fourze: Movie War Ultimatum - 2012
- Tokumei Sentai Go-Busters vs. Kaizoku Sentai Gokaiger: The Movie - 2013
- Kamen Rider × Super Sentai × Space Sheriff: Super Hero Taisen Z - 2013
- Jūden Sentai Kyoryuger: Gaburincho of Music - 2013
- Kamen Rider Wizard in Magic Land
- Kamen Rider × Kamen Rider Gaim & Wizard: The Fateful Sengoku Movie Battle - 2013
- Jūden Sentai Kyoryuger vs. Go-Busters: The Great Dinosaur Battle! Farewell Our Eternal Friends - 2014
- Heisei Riders vs. Shōwa Riders: Kamen Rider Taisen feat. Super Sentai - 2014
- Power Rangers - 2017